# Пёс в сапогах
«Пёс в сапога́х» — рисованный мультипликационный фильм-мюзикл 1981 года, созданный по мотивам романа Александра Дюма «Три мушкетёра» режиссёром Ефимом Гамбургом.
Имеет место явное пародирование популярного фильма Георгия Юнгвальд-Хилькевича «Д’Артаньян и три мушкетёра», а также предыдущих экранизаций того же романа. Музыка ансамбля «Рок-Ателье» под руководством Криса Кельми, песни на стихи Михаила Либина.

## Сюжет
Пёс-гасконец влюбляется в болонку самой королевы и отправляется за ней ко двору. Та даёт ему задание спасти хозяйку, которая подарила свои алмазные подвески возлюбленному — герцогу Бекингему, но по требованию короля должна появиться в них на балу.
Верный гасконец со своими новыми друзьями с королевской псарни — Толстяком, Красавчиком и Благородным — отправляется в Англию. По пути коты кардинала во главе с кошкой Миледи подманивают любящего сытно поесть Толстяка колбаской, а тяготеющего к пастырской деятельности Красавчика — овечками, которых «никто не пасёт», и тяжело ранят их. Оставшийся Благородный отвлекает кошек от гасконца, и тот, переправившись через море в Англию и пользуясь солидарностью с местными собаками, крадёт подвески. Переправиться обратно ему помогают летучие мыши, которые также враждуют с кошками.
Подоспев к балу, храбрый пёс, заслужив любовь, восхищение и благодарность прекрасной болонки, победно шагает по Парижу вместе со своими перевязанными друзьями (за ними бегут щенята Пса и Болонки) и гонит по его улицам котов кардинала.

## Создатели
| Автор сценария             | Владимир Валуцкий |
| Режиссёр                   | Ефим Гамбург |
| Художники-постановщики     | Игорь Макаров, Николай Ерыкалов |
| Оператор                   | Михаил Друян |
| Композиторы                | Крис Кельми, Павел Смеян, Борис Оппенгейм |
| Автор текста песен         | Михаил Либин |
| Звукооператоры             | Владимир Кутузов, Георгий Мартынюк |
| Художники-мультипликаторы: | Наталия Богомолова, Эльвира Маслова, Марина Рогова, Иосиф Куроян, Юрий Кузюрин, Александр Мазаев, Алексей Букин, Рената Миренкова, Владимир Вышегородцев |
| Художники:                 | Сергей Маракасов, Ирина Троянова |
| Ассистенты                 | Ольга Апанасова, Елена Кунакова |
| Монтажёр                   | Изабелла Герасимова |
| Редактор                   | Раиса Фричинская |
| Директор картины           | Николай Евлюхин |

## Роли озвучивали
- Николай Караченцов — Пёс
- Ирина Муравьёва — Болонка / Миледи / летучие мыши
- Валентин Гафт — Благородный
- Юрий Волынцев — Толстяк
- Александр Ширвиндт — Красавчик
- Евгений Весник — Граф, кот кардинала
- Лев Дуров — рыбацкий пёс / гончий
- Василий Ливанов — английский пёс-сыщик (аллюзия на Шерлока Холмса)
- Всеволод Ларионов — сторожевой пёс Бэкингема
- Григорий Шпигель — одноглазый кот
- Александр Баранов — шумовое оформление (Пёс, лай собак)
- Алексей Птицын — закадровый перевод с французского

## Песни, прозвучавшие в мультфильме
- «Песня гасконца» (исполняет Николай Караченцов),
- «Песня котов кардинала» (исполняет группа «Рок-Ателье»),
- «Песня овечек» (исполняет группа «Рок-Ателье»),
- «Дуэт Пса и Болонки» (исполняют Николай Караченцов и Ирина Муравьёва),
- «Песня псов короля» (исполняют Николай Караченцов и группа «Рок-Ателье»),
- «Песня летучих мышей» (исполнители неизвестны).

## Издания
В 1990-е годы на аудиокассетах изданием «Twic Lyrec» была выпущена аудиосказка по одноимённому мультфильму с текстом Александра Пожарова.

## Факты
- Английский пёс-сыщик напоминает Шерлока Холмса, и озвучивает его Василий Ливанов — исполнитель роли Холмса в цикле фильмов «Приключения Шерлока Холмса и доктора Ватсона»[3]. Сценарий к этому мультфильму написал Владимир Валуцкий — автор сценария ко второму фильму цикла.
- Вопреки названию, в мультфильме нет ни одного момента, где герой появляется в сапогах.
- Упоминаемые в мультфильме партии тори и виги созданы в 1649 и 1679 годах соответственно, в то время как действие происходит в 1625 году.